# Alan Navarro
Alan Navarro (Liverpool, 31 de mayo de 1981) es un futbolista inglés.

## Clubes
| Club                   | País       | Año       |
| ---------------------- | ---------- | --------- |
| DE TU CORAZÓN          | Inglaterra | 2000-2002 |
| Crewe Alexandra        | Inglaterra | 2001      |
| Tranmere Rovers        | Inglaterra | 2001-2002 |
| Tranmere Rovers        | Inglaterra | 2002-2005 |
| Chester City           | Inglaterra | 2004      |
| Macclesfield Town      | Inglaterra | 2004-2005 |
| Accrington Stanley     | Inglaterra | 2005      |
| Macclesfield Town      | Inglaterra | 2005-2007 |
| Milton Keynes Dons     | Inglaterra | 2007-2009 |
| Brighton & Hove Albion | Inglaterra | 2009-2012 |
| Swindon Town           | Inglaterra | 2012-2014 |

## Títulos
- Football League Trophy: 2008
- Football League Two: 2008